# Urania (nave oceanografica)
La nave oceanografica Urania è stata una nave del Consiglio Nazionale delle Ricerche destinata alle analisi e alle ricerche geologiche, chimiche e radiologiche.
L'imbarcazione era inclusa fra le grandi infrastrutture del Consiglio nazionale delle ricerche, insieme alla Laboratorio-Osservatorio Internazionale Piramide sul monte Everest, il laboratorio aereo per ricerche ambientali (LARA), il laboratorio del Monte Cimone, la Base Scientifica in Antartide e la Base scientifica del CNR in Artico.

## Storia
Prima nave da ricerca multidisciplinare progettata in Italia, l'Urania è stata consegnata al CNR nell'aprile 1992. Considerata tra le migliori navi da ricerca oceanografica a disposizione della comunità scientifica internazionale, la nave oceanografica Urania veniva impiegata mediamente per oltre 330 giornate operative all'anno. Nei primi 20 anni di attività sono state condotte oltre 300 le campagne oceanografiche.

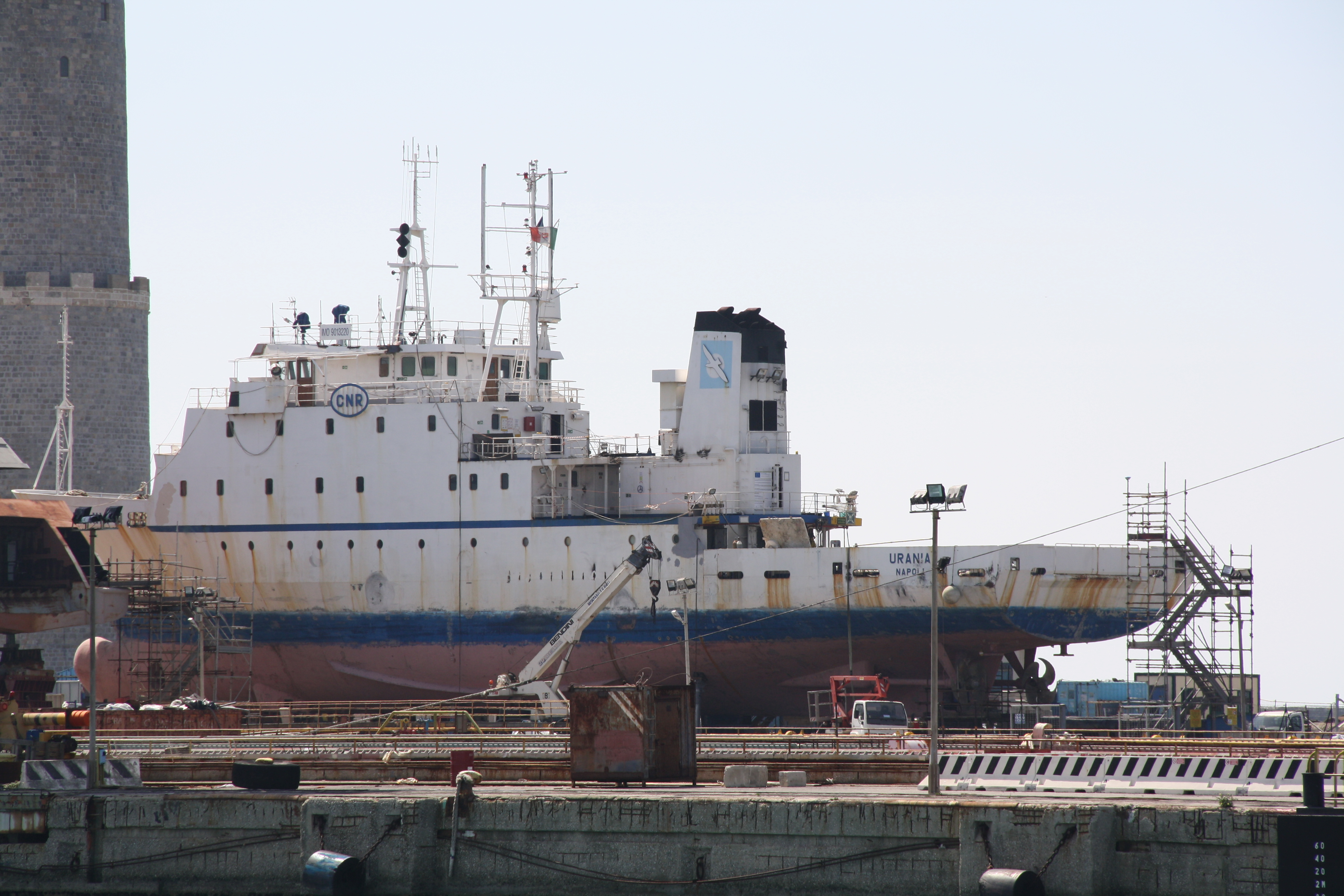
Nave Urania nell'aprile 2015

Nell'aprile 2015, presso il porto di Livorno la nave è stata tagliata a metà in due tronconi per allungarne lo scafo, che è passato da 61 a 67 metri al fine di ospitare altri spazi di ricerca. Il 25 agosto dello stesso anno, mentre la nave Urania si trovava ancora nel bacino di galleggiamento "Mediterraneo" nel porto di Livorno per riparazioni, è avvenuto un incidente sul lavoro che causato la morte di un operaio e il ferimento dei restanti 11 membri dell'equipaggio. L'imbarcazione è rimasta sottoposta a sequestro giudiziario fino al marzo 2017,, mentre nel luglio 2018 ne è stata annunciata la demolizione, conclusasi nel successivo mese di settembre.
Nel febbraio 2019, in occasione del terzo congresso dei geologi marini ospitato presso la sede del CNR a Roma, è stato lanciato l'appello per l'acquisizione di una nuova nave oceanografica italiana.